# Javna kuća
Javna kuća ili Bordel (od francuske riječi bordel), rjeđe kupleraj (od njemačke riječi Kuppelei za "podvođenje") je naziv za ugostiteljski objekt čija je glavna djelatnost prostitucija, bilo kroz omogućavanje upoznavanja prostitutki sa svojim klijentima, bilo kroz pružanje prostora za obavljanje seksualnih usluga.
Kroz povijest su postojali a i u današnje vrijeme (ovisno o zakonima zemlje) postoje razne vrste javnih kuća. Njihov način rada često ovisi o tome da li je prostitucija legalna djelatnost. Ako su prostitucija ili vođenje javne kuće protuzakonite djelatnosti, često "maskiraju" kao "obični" ugostiteljski objekti koji nominalno vode legalnu aktivnosti barovi, striptiz klubovi, saloni za masažu i sl.) 
Javne kuće se obično dijele u dva osnovna tipa:
- one u kojima prostitutke čine stalno zaposleno osoblje koje prima fiksnu plaću ili dijeli zaradu s vlasnikom/voditeljom bordela (francuski maison close "zatvorena kuća");
- one u kojima prostitutke samostalno obavljaju djelatnost, a vlasniku bordela plaćaju "najam" svog radnog mjesta (francuski maison de passe), "prolazna kuća").

U nekim zemljama gdje su prostitucija i vođenje javne kuće protuzakoniti, ipak mogu biti tolerirani od strane vlasti. Razlozi mogu biti jer moze služiti kao dragocjen izvor obavještajnih podataka, ili zbog mišljenja kako prostitucija u javnim kućama predstavlja manji zdravstveni i sigurnosni rizik od ulične prostitucije.

## Galerija
- Javna kuća u Halleu
- Kombinacija s barom
- Javna kuća u Amsterdamu
- Javna kuća u Keulenu

## Vanjske poveznice
- "Inside a brothel"—interview by Richard Fidler with three brothel owners, June 2006 on ABC Local Radio (audio download available)